# Жизнь на земле (фильм)
«Жизнь на земле» (фр. La vie sur terre) — малийско-мавританская комедийная драма 1998 года режиссёра Абдеррахмана Сиссако. Действие фильма происходит в деревне Соколо и рассказывает о его жителях, готовящихся к наступлению XXI века.

## В ролях
| Актёр               | Роль                                |
| ------------------- | ----------------------------------- |
| Абдеррахман Сисако  | Драман                              |
| Нана Бэби           | Нана                                |
| Мухамед Сисако      | Отец Драмана                        |
| Боурама Коулибэли   | Фотограф                            |
| Кейта Бина Гэоуссоу | Почтмейстер                         |
| Махамадоу Дрим      | Телефонный оператор                 |
| Мэдией Трэор        | Стилист                             |
| Фадия Коулибэли     | Тейлор                              |
| Мэдоу Мэрико        | Радиожурналист                      |
| Лессин Кейн         | Радио-инженер                       |
| Махамен Мейга       | Журналист из «говорящей библиотеки» |
| Драман Сисско       | Голос Тейлора, читающего письмо     |